# انتخابات الرئاسة البرازيلية 1966
انتخابات الرئاسة البرازيلية 1966 هي الانتخابات الرئاسية التي جرت في 3 أكتوبر 1966، في البرازيل، لانتخاب رئيس البرازيل، فاز بالانتخابات أرتور دا كوستا إي سيلفا.